# Mariko Kouda 1st Music Clips My Best Friend
『Mariko Kouda 1st Music Clips My Best Friend』（まりここうだファーストミュージッククリップスマイベストフレンド）は、國府田マリ子の1枚目のミュージック・ビデオ集。1998年4月3日、キングレコードより発売。2000年2月4日、DVD化。

## 解説
8thシングル「Looking For」までのシングル曲のミュージック・ビデオを収録。「Looking For」のミュージック・ビデオ撮影時のオフショットも収録。

## 収録曲
1. 笑顔で愛してる
作詞・作曲：種ともこ
編曲：西脇辰弥
2. まちぶせ
作詞・作曲：荒井由実
編曲：新川博
3. マリコ-ショット1
4. 私が天使だったらいいのに
作詞：三浦徳子・國府田マリ子
作曲：松原みき
編曲：十川知司
5. 夢はひとりみるものじゃない
作詞：國府田マリ子
作曲：松原みき
編曲：十川知司
6. マリコ-ショット2
7. 風がとまらない
作詞・作曲：種ともこ
編曲：亀田誠治
8. 雨のちスペシャル
作詞：國府田マリ子
作曲：松原みき
編曲：西脇辰弥
9. マリコ-ショット3
10. Looking For
作詞：國府田マリ子
作曲：ながつきまろん
編曲：西脇辰弥